# BMW R 68
BMW R 68 – produkowany od 1952 do 1954 dwucylindrowy (bokser) sportowy motocykl firmy BMW.

## Historia
Dzięki modelom R 51/3 i R67/2 BMW rozpoczęło nowy podbój rynku. Do dołączenia do międzynarodowej konkurencji brakowało w ofercie modelu sportowego. W szczególności do dorównania angielskiej konkurencji potrzebny był seryjny model przełamujący granicę 100 mil/h czyli 160 km/h. W 1951 ma targach IFMA we Frankfurcie nad Menem pokazano model R 68. Wysoko umieszczony wydech w układzie 2-w-1 podkreślał sportowy charakter. Gdy w 1952 model pojawił się w salonach sprzedaży wyposażony był w konwencjonalny wydech choć wersja sportowa była dostępna jako opcja. Silnik oparty był na modelu turystycznym miał jednak podniesioną moc do 35 KM dzięki nowemu wałkowi rozrządu, większym zaworom i gaźnikom jak i zwiększeniu stopnia sprężania.

## Konstrukcja
Dwucylindrowy górnozaworowy silnik z jednym wałkiem rozrządu napędzanym kołem zębatym, w układzie bokser o mocy 26 KM wbudowany wzdłużnie i zasilany 2 gaźnikami Bing 1/26/9 - 1/26/10 o średnicy gardzieli 26 mm. Suche sprzęgło jednotarczowe z tarczowymi sprężynami połączone z 4-biegową, nożnie sterowaną skrzynią biegów. Napęd koła tylnego wałem Kardana. Rama ze spawanych elektrycznie rur stalowych z zawieszeniem wahaczowym obu kół. Z przodu i tyłu zastosowano hamulce bębnowe o średnicy 200 mm. Prędkość maksymalna 165 km/h.